# Guiyu oneiros
Guiyu oneiros é uma espécie de peixe ósseo que teria vivido há 419 milhões de anos, no sul da China.